# Abdullah van Pahang
Al-Sultan Abdullah Ri'ayatuddin Al- Billah Shah ibni Almarhum Sultan Haji Ahmad Shah Al-Musta'in Billah (Pekan, 30 juli 1959), vaak verkort als Abdullah van Pahang, is sinds 11 januari 2019 de sultan van Pahang. Van 31 januari 2019 tot 31 januari 2024 was hij de zestiende Yang di-Pertuan Agong, oftewel koning van Maleisië.

## Familie en opleiding
Abdullah van Pahang werd op 30 juli 1959 geboren in Pekan, een kleine stad in de staat Pahang. Hij is de eerste zoon en het vierde kind (van de in totaal acht kinderen) van sultan Ahmad Shah van Pahang (1930-2019) en diens vrouw Tengku Ampuan Afzan (1932-1988).
Hij startte in 1965 zijn basisschoolopleiding in de stad Kuala Lipis, om vervolgens het lager onderwijs van 1966 tot en met 1969 in Pekan te volgen. Van 1970 tot en met 1974 volgde hij zijn secundair onderwijs in Kuantan. Van 1975 tot 1977 studeerde hij in Elstree (Hertfordshire). Een jaar daarna ging hij naar de Koninklijke Militaire Academie Sandhurst. Van 1980 tot 1981 ging hij naar de Worcester College Oxford en Queen Elizabeth College, waar hij diploma's in internationale betrekkingen en diplomatie behaalde.

## Sultan van Pahang

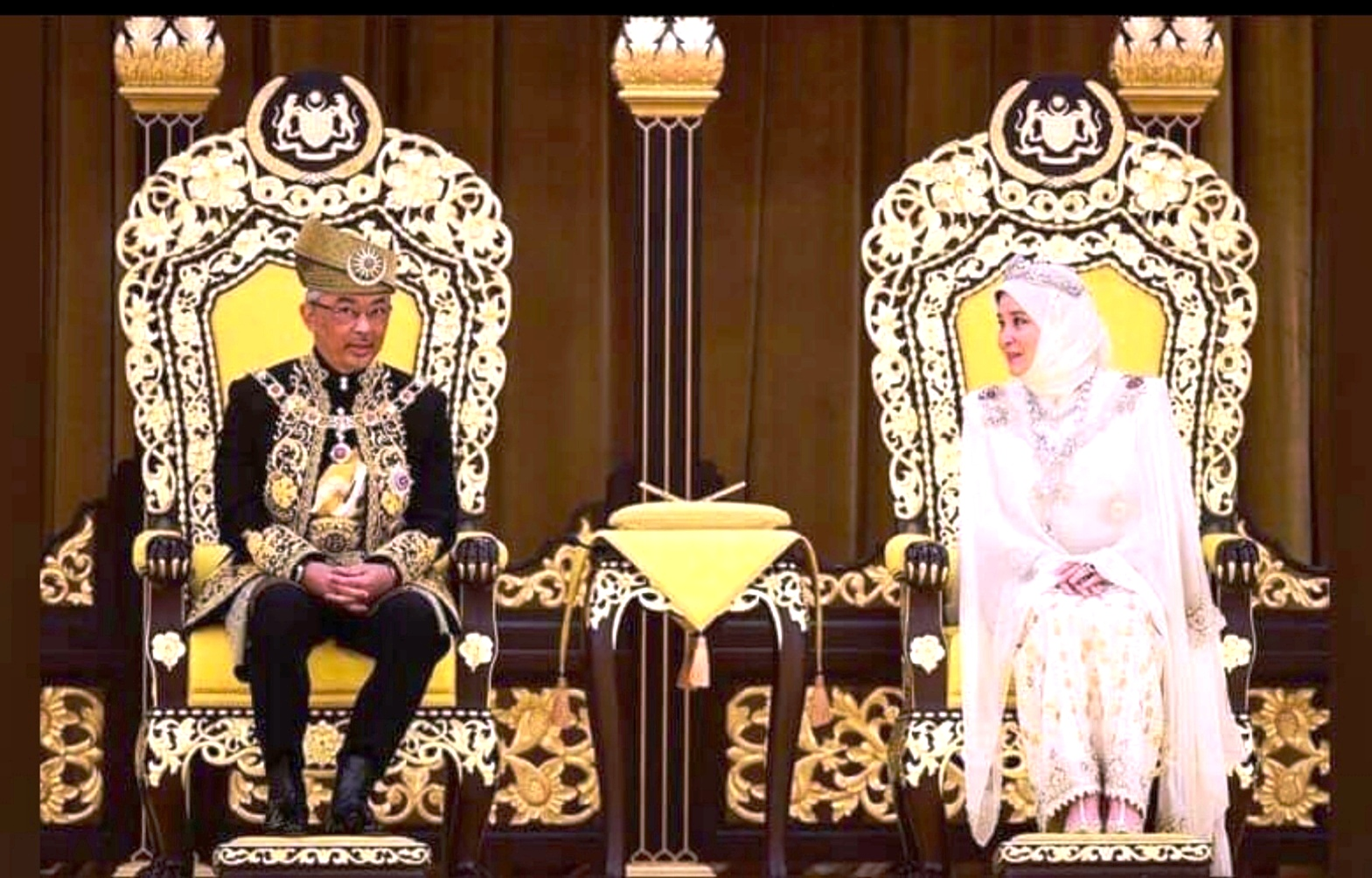
Abdullah met zijn eerste vrouw, Tunku Azizah, in 2019

Op 15 januari 2019 werd de 59-jarige Abdullah uitgeroepen tot de zesde sultan van de staat Pahang, nadat zijn 88-jarige vader Ahmad Shah van Pahang afstand van de troon deed vanwege zijn verslechterde gezondheid. De ceremonie vond plaats in Istana Abu Bakar, de officiële residentie van de sultan van Pahang. Zijn regering werd met terugwerkende kracht op 11 januari 2019 ingesteld, wat namelijk de dag was dat de Regentenraad zijn opvolging besliste.
Bij zijn toetreding tot de troon van Pahang, nam Abdullah de regeringstitel "Al-Sultan Abdullah Ri'ayatuddin Al-Mustafa Billah Shah" aan. Zijn koninklijke gemalin, Tunku Azizah Aminah Maimunah Iskandariah Binti Almarhum Sultan Iskandar, de Tengku Puan (kroonprinses) van Pahang werd uitgeroepen tot de Tengku Ampuan (koningin) van Pahang op 29 januari 2019.

## Yang di-Pertuan Agong
Op donderdag 24 januari 2019 werd Sultan Abdullah door de Conferentie van Heerser gekozen als de 16e Yang di-Pertuan Agong van Maleisië als opvolger van sultan Muhammad V van Kelantan, die een paar weken eerder aftrad. Sultan Abdullah werd op 31 januari 2019 beëdigd als de 16e koning van Maleisië tijdens een openbare ceremonie toen hij officieel de residentie van het Staatspaleis, de Istana Negara, op zich nam. De Conferentie van Heersers koos ook Sultan Nazrin Muizzuddin Shah van Perak als plaatsvervangend Yang di-Pertuan Agong.
Met betrekking tot het regentschap van Pahang gedurende de ambtstermijn van sultan Abdullah als de Yang di-Pertuan Agong, werd de plicht om de staat te regeren overgedragen aan de oudste zoon van sultan Abdullah, Tengku Hassanal Ibrahim Alam Shah, die op 29 januari werd uitgeroepen tot de Tengku Mahkota en regent van Pahang 2019. Tengku Hassanal was op het moment van zijn aanstelling echter nog bezig met zijn studie aan de Koninklijke Militaire Academie Sandhurst, waardoor hij bij de uitvoering van zijn taken werd bijgestaan door zijn oom, de jongere broer van sultan Abdullah.
De ceremoniële installatie van sultan Abdullah als koning vond plaats in de Troonzaal van het Staatspaleis op 30 juli 2019, zes maanden na zijn aanneming van de troon en op zijn 60ste verjaardag.
Zijn koningschap duurde vijf jaar. Hij werd in januari 2024 als koning opgevolgd door Ibrahim Ismail van Johor.

## Privé
Abdullah van Pahang is sinds 6 maart 1986 getrouwd met Tunku Azizah (geb. 6 augustus 1960), van wie hij zes biologsiche kinderen heeft (vier zoons en twee dochters). Zijn eerste kind, zoon Ahmad Iskandar Shah, stierf kort na zijn geboorte op 24 juli 1990. Zijn overige drie zoons zijn Hassanal Ibrahim Alam Shah (geb. 1995), Muhammad Iskandar Riayatuddin Shah (geb. 1997) en Ahmad Ismail Muadzam Shah (geb. 2000). Zijn dochters met Tunku Azizah zijn Afzan Aminah Hafidzatu’llah (geb. 2000) en Jihan Azizah Athiyatullah (geb. 2002). Daarnaast hebben Abdullah van Pahang en Tunku Azizah ook nog een adoptieve zoon, namelijk Amir Nasser Ibrahim (geb. 1986).
In 1991 trad Abdullah van Pahang voor de tweede keer in het huwelijk - met voormalige actrice Julia Rais (geb. 19 februari 1971). Sultan Abdullah en Julia Rais hebben samen drie dochters: Iman Afzan (geb. 1992), Ilisha Ameera (geb. 1993) en Ilyana (geb. 1997).